# Infiniti Q50
L'Infiniti Q50 est une berline du constructeur automobile japonais Infiniti et remplaçante de l'Infiniti G. Elle est présentée en janvier 2013 au Salon international de l'automobile d'Amérique du Nord et est commercialisée en Europe à partir de mars et en Amérique du Nord un troisième trimestre 2013. La familiale a reçu un restylage en mars 2017. Il s'agit de la version d'exportation de la Nissan Skyline V37 du marché japonais local. Du fait du retrait de la marque à l'été 2020, la Q50 n'est plus disponible en Europe de l'ouest. Sa production s'arrête fin 2024.
La conception de la Q50 continue de suivre les designs présentés pour la première fois par le concept Infiniti Essence 2009 et l'Infiniti M de 2011. La Q50 est également le premier modèle hybride d'entrée de gamme d'Infiniti, mais a ensuite été supprimée en 2019.

## Motorisations
La Q50 est disponible en quatre motorisations :
- 4-cylindres 2,0 L turbo 211 ch, d'origine Mercedes-Benz ;
- V6 3.5 L 364 ch. Essence hybride VQ35HR + 2 moteurs électriques ;
- V6 3.7L  330 ch. Essence (Amérique du Nord) 2013-2015 ;
- V6 3.0L  300 ch. Essence (Amérique du Nord) VR30DDTT Low (toutes version excepté le modèle Red Sport) 2016[5],[6] ;
- V6 3.0L  400 ch. Essence VR30DDTT High (version Red Sport) 2016;
- 4-cylindres Diesel 2,2 L turbo 170 ch, d'origine Mercedes-Benz uniquement pour l'Europe de l'ouest.

La Q50 arrive en France en mars 2013 avec deux motorisations, trois transmissions et trois finitions :
- 4-cylindres 2.2d, boîte manuelle 6 vitesses/boîte automatique 7 rapports, "Base"/Premium/Sport ;
- 3.5 V6-Hybrid, boîte automatique 7 rapports, S Hybrid/S Hybrid AWD/S Hybrid Premium Executive.

Le S indique la présence de roues de 19 pouces, de freins majorés avec la récupération d'énergie au freinage, de la suspension sport, d'un bouclier avant plus typé, de sièges sport, le pédalier en alliage et de palettes au volant. Ces éléments font partie de la finition Sport -et ses déclinaisons- sur les autres motorisations (sauf récupération d'énergie au freinage).
En octobre 2013, les finitions Executive et Premium Executive complète l'offre en Diesel. Une 2.0t est proposée à partir de juin 2014 en boîte automatique 7 rapports uniquement et finitions Premium et Sport. Courant 2015, les combinaisons de mécaniques et niveaux d'équipements s'étoffent. La finition Premium Tech remplace la Premium Executive tandis que la Sport Tech apparait sur toutes les motorisations.
En janvier, la gamme se présente ainsi :
- 2.0t, boîte automatique 7 rapports, Premium/Premium Tech/Sport/Sport Tech ;
- 2.2d, boîte manuelle 6 vitesses/boîte automatique 7 rapports, "Base"/Premium/Premium Tech/Sport/Sport Tech ;
- 3.5 V6-Hybrid, boîte automatique 7 rapports, S Hybrid Sport/S Hybrid Sport AWD/S Hybrid Sport Tech/S Hybrid Sport Tech AWD.

En septembre une réorganisation est effectuée avec la suppression des 2.2d à boîte manuelle Premium Tech et Sport Tech, l'ajout de la Sport Executive -2.2d et 2.0t- et le retour de la Premium Executive sur la version Hybrid -et non plus S Hybrid-, toujours à 2 roues motrices. La Q50 est légèrement restylée en mars 2016. Bien qu'annoncée en octobre 2015, la série spéciale Sound System by Bose équipée de la technologie Bose Advanced Staging (14 hauts parleur dont 3 caissons de basse) est commercialisée du 1er avril eu 5 juillet 2016 (2.2d et 2.0t, Premium et Sport). C'est également en juillet que la nouvelle motorisation essence VR30DDTT dans son exécution la plus puissante est introduite (3.0t, boîte automatique 7 rapports, Sport et Sport Tech). Au même moment, la finition Sport Executive disparait.
Les Executive et Premium Executive font place à la seule Business Executive on octobre 2017,, uniquement pour les 2.2d. S'agissant de la V6 3.5-Hybrid, la Premium Executive avait déjà disparue en janvier mais bénéficie, désormais, de la finition Premium en deux et quatre roues motrices.
En raison de la forte chute des ventes que la marque subit depuis, la gamme Q50 est drastiquement réduite à partir de janvier 2019 avec la suppression des 2.0t, 3.0t et 2.2d dans toutes les finitions, les 2.2d et Hybrid Business Executive étant sursitaires jusqu'en avril. Ne reste plus que les nouvelles Hybrid Luxe et S Hybrid Sport/Sport awd/Sport Tech awd. Avec l'annonce faite en mars du retrait d'Infiniti du continent européen l'année suivante, la commercialisation de la Q50 -et de tous les autres modèles- cesse le 1er juillet 2020.

## Concept car
Fin 2013, Infiniti communique sur son concept Eau Rouge qui est dévoilé lors du NAIAS de Détroit en janvier 2014,,. La Q50 Eau Rouge Concept fait ensuite escale au salon de Genève,. Elle combine le moteur de la Nissan GT-R R35 avec la transmission à 4 roues motrices de la Q70. Le prototype est essayé au centre d'essais automobile de Millbrook, notamment entre les mains de Sebastian Vettel pilote de Formule 1 de l'écurie Red Bull. Un vidéo de ces essais est présentée lors du Salon de l'automobile de Pékin en avril. Elle apparait au Festival de vitesse de Goodwood, fin juin avec Christian Horner et Sébastien Buemi. Infiniti poursuit son développement notamment sur le circuit de Spa-Francorchamps. Au début de l'automne, une polémique nait à propos du patronyme utilisé sans l'accord du propriétaire du circuit, le gouvernement régional de Wallonie. Les départs de Johan de Nysschen pour Cadillac (juillet) puis d'Andy Palmer pour Aston Martin (octobre), les plus fervents supporters du projet, suivi de celui de Sebastian Vettel en fin d'année et, enfin, d'une évaluation chiffrée de son coût de production poussent les dirigeants de Nissan à reconsidérer certains de leurs projets dont la Q50 Eau Rouge. Infiniti annonce officiellement l'abandon du programme Q50 Eau Rouge lors de Salon de l'automobile de Francfort en septembre 2015,,.

## Compétition
Le 16 octobre 2014, Infiniti annonce l’engagement de deux Q50 en BTCC pour la saison 2015 en partenariat avec la structure PRO Motorsport sous la bannière Support Ours Paras (association caritative du Parachute Regiment). Les Q50 sont motorisées par un moteur réalisé par Swindon Powertrain pour le compte de la TOCA, la société organisatrice du championnat et de sa réglementation. L’équipe dirigée par Derek Palmer Sr est composée en partie d’anciens parachutistes blessés de guerre. Le pilote principal est Derek Palmer, son fils. Après trois manches, Inifiniti se retire du programme et cesse son support. La seconde voiture est confiée à des pilotes ayant la qualité supplémentaire d’apporter un budget. Ainsi se succèdent Richard Hawken, Martin Donnely puis Max Coates. À partir de la sixième manche, Derek Palmer continue seul jusqu’à la fin de la saison à l’issue de laquelle l’équipe annonce poursuivre ses activités dans une autre discipline.
Les deux Q50 réapparaissent en BTCC au cours de l’année 2019, rachetées par le Laser Tools Racing. L’équipe utilise alors une Mercedes Classe A en bout de développement. L’échange se fait à mi-saison, avec une seule voiture pilotée par Aiden Moffat, l’objectif étant d’avoir deux autos performantes pour 2020. Ashley Sutton rejoint alors le Laser Tools Racing avec succès puisqu’il est titré champion aux classements général et des indépendants en fin d’année (Aiden Moffat 15ème), l’équipe décrochant la troisième place des écuries indépendantes. En 2021, Ashley Sutton récidive (Aiden Moffat et Carl Broadley -sur la troisième Q50- finissent respectivement 8ème et 22ème au général) et le Laser Tools Racing décroche le titre. En 2022, à la suite du départ d’Ashley Sutton, Aiden Moffat reçoit le renfort de Dexter Patterson. La troisième Q50 est confiée à Rick Parfitt Jr pour le compte de l’UponSteel with Euro Car parts Racing (Team HARD/Tony Gilham Racing) sauf pour la cinquième manche du championnat (Carl Broadley). M-Sport ayant pris le relais de Swindon Powertrain auprès de la TOCA, c’est désormais le fournisseur des Infiniti Q50. Une succession de places anonymes marquent la fin des Q50 en BTCC.

## Ventes
Les ventes de la Q50 en France, toutes versions confondues, s'établissent ainsi :
- 2013 : 48 exemplaires ;
- 2014 : 547 exemplaires ;
- 2015 : 938 exemplaires ;
- 2016 : 908 exemplaires ;
- 2017 : 364 exemplaires ;
- 2018 : 154 exemplaires ;
- 2019 : 21 exemplaires[38] ;
- 2020 : 1 exemplaire[39].

## À l'étranger
Une version rallongée existe exclusivement pour la Chine. Elle est fabriquée sur place via la co-entreprise Dongfeng Infiniti.
L'Infiniti Q50 possède une jumelle chez Nissan, la Skyline V37 (13e génération).